# Jacobo Beltrán
Jacobo Ramón Beltrán Pedreira (1966) es un político y consultor español. Fue diputado de la vi, vii, viii, vii, ix y x legislaturas de la Asamblea de Madrid dentro del Grupo Parlamentario Popular.

## Biografía
Nacido el 31 de agosto de 1966 en la ciudad gallega de Lugo, se mudó a Madrid con su familia a la edad de nueve años. Se licenció en historia por la Universidad Complutense de Madrid (UCM).
Asesor en la Consejería de Sanidad del Gobierno de la Comunidad de Madrid, fue elegido diputado en la Asamblea de Madrid en las elecciones autonómicas de mayo de 2003 dentro de la candidatura del Partido Popular (PP), comenzando así su trayectoria parlamentaria en el parlamento regional en la breve sexta legislatura. Repitió como diputado dentro del Grupo Parlamentario Popular en la vii, viii, vii, ix y x legislaturas de la cámara.
Después del fallecimiento a causa de un cáncer de la vicepresidenta primera de la Asamblea Rosa Posada, Beltrán fue elegido en noviembre de 2013 como sustituto de esta en la vicepresidencia primera de la Mesa de la Asamblea, en votación secreta del pleno.
Elegido de nuevo diputado en las elecciones de 2015, el 29 de marzo de 2016 renunció a su acta de parlamentario de la décima legislatura del parlamento autonómico, con intenciones de aceptar una oferta de trabajo en la consultora Grant Thornton.